# Gustav Wang
Gustav Wang (Rødovre, 13 marzo 2003) è un ciclista su strada, ciclocrossista e pistard danese che corre per l'XDS Astana Development Team.

## Palmarès

### Strada
- 2019 (Juniores)

Campionati danesi, Prova a cronometro Junior
- 2020 (Juniores)

Campionati danesi, Prova a cronometro Junior
- 2021 (Juniores)

1ª tappa Aubel-Thimister-Stavelot (Aubel > Aubel)
Campionati del mondo, Prova a cronometro Junior
- 2023 (Restaurant Suri-Carl Ras, due vittorie)

1ª tappa Tour of Istanbul (Arnavutköy > Arnavutköy)
Classifica generale Tour of Istanbul
- 2024 (Airtox - Carl Ras, una vittoria)

Campionati danesi, Prova a cronometro Under-23

#### Altri successi
- 2023 (Restaurant Suri-Carl Ras)

Vitamin Well Grand Prix
Næstved BC (Demin Cup), cronometro
3ª tappa Tour de l'Avenir (Issoudun > Vatan), cronosquadre

### Cross
- 2019-2020

Gran Premi Les Franqueses, Junior (Les Franqueses)
Grand Prix Košice, Junior (Košice)
Campionati danesi, Junior
- 2020-2021

CX Täby Park, Junior (Täby)
Bryksy Cross Gościęcin, Junior (Gościęcin)

### Pista
- 2019

Campionati danesi, Inseguimento individuale Junior

## Piazzamenti

### Competizioni mondiali
- Campionati del mondo su strada

Fiandre 2021 - Cronometro Junior: vincitore
Fiandre 2021 - In linea Junior: 44º
Glasgow 2023 - Cronometro Under-23: 20º
Glasgow 2023 - In linea Under-23: ritirato
- Campionati del mondo di ciclocross

Dübendorf 2020 - Junior: ritirato
Hoogerheide 2023 - Under-23: 44º

### Competizioni europee
- Campionati europei

Drenthe 2023 - Cronometro Under-23: 3º
- Campionati europei di ciclocross

Silvelle 2019 - Junior: 18º